# Qalhat
Qalhat, hoặc Galhat (tiếng Ả Rập: قلهات) (trong bản đồ của Abraham Ortelius đặt tên là Calha) là một thành phố cổ nằm cách hơn 20 km về phía Bắc của Sur, thuộc vùng Ash Sharqiyah Nam, đông bắc Oman.

## Mô tả
Marco Polo đã đến thăm Qalhat trong thế kỷ 13 gọi nó là Calatu. Ibn Battuta đến đây vào thế kỷ 14 đã nhắc đến nó như là thành phố có khu chợ tốt và nhà thờ Hồi giáo đẹp nhất. Ông nói rằng, nhà thờ Hồi giáo này được xây dựng bởi Bibi Maryam và các bức tường được trang trí gốm Qashani. Bibi Maryam tiếp tục cai trị Qalhat và Hurmuz sau cái chết của hôn phu Ayaz vào năm 1311 hoặc 1312.
Qalhat phục vụ như là một điểm dừng quan trọng trong mạng lưới thương mại Ấn Độ Dương rộng lớn, và cũng là thành phố lớn thứ hai của Vương quốc Ormus. Đến năm 1507 khi nó bị chiếm đóng bởi Afonso de Albuquerque, người được biết đến là kẻ chinh phục vĩ đại của Đế quốc Bồ Đào Nha. Thành phố bị suy giảm sau khi trung tâm giao dịch chuyển dần sang Muscat.
Thành phố cổ Qalhat có diện tích 60 mẫu Anh (240.000 m2) bao quanh là những bức tường kiên cố, nhà ở và cửa hàng. Những gì còn lại của thành phố này là rất ít, đáng chú ý nhất là lăng mộ của Bibi Maryam không còn mái vòm. Các hiện vật của Ba Tư và Trung Quốc đã được khai quật và tìm thấy tại khu vực này.
Thành phố cổ này được đưa vào danh sách di sản dự kiến từ ngày 4 tháng 7 năm 1988 và chính thức được UNESCO công nhận là Di sản thế giới vào năm 2018.